# Syväjärvi (sjö i Kuusamo, Norra Österbotten)
Syväjärvi är en sjö i Finland. Den ligger i kommunen Kuusamo i landskapet Norra Österbotten, i den norra delen av landet, 700 km norr om huvudstaden Helsingfors. Syväjärvi ligger 279,5 meter över havet. Arean är 20 hektar och strandlinjen är 2,42 kilometer lång. Sjön  ingår i Koundaälvens huvudavrinningsområde. 